# Hukvaldy
Hukvaldy (en alemany Hochwald) és un poble de la República Txeca, a la Regió de Moràvia i Silèsia, amb una població de 1.900 habitants. És a prop de les ruïnes del tercer castell més gran de la República Txeca, el castell de Hukvaldy, i inclou l'Església de Sant Maximilià i la casa natal de Leoš Janáček. També és el lloc de naixement del paleontòleg Ferdinand Stoliczka.

## Parts administratives
Els pobles de Dolní Sklenov, Horní Sklenov, Krnalovice i Rychaltice són parts administratives de Hukvaldy.

## Etimologia
El nom deriva de la família Hückeswagen, que van ser els primers propietaris de Hukvaldy.

## Història
El castell de Hukvaldy va ser fundat als anys 1270 o 1280 per la família Hückeswagen i va ser esmentat per primera vegada el 1285. Era un castell de guàrdia a la ruta comercial d'Olomouc a Cracòvia. L'assentament de Hukvaldy aviat es va establir a prop. L'assentament de Sklenov es va establir sota el castell i es va documentar per primera vegada el 1294.
Entre 1294 i 1307, la finca d'Hukvaldy va ser adquirida pels bisbes d'Olomouc, que sovint la van comprometre a diversos nobles. En els segles següents, el castell va ser ampliat en una fortalesa massiva. El 1762, el castell va ser destruït per un incendi. En les dècades següents, el castell va ser desmantellat com a font de material de construcció. Les reparacions van començar a la dècada de 1960.
El municipi va ser conegut com Sklenov fins a 1982. Des de l'1 de juliol de 1982, s'ha anomenat Hukvaldy.

## Cultura
Fins al 2017 el festival de música Hukvaldy de Janáček va tenir lloc a Hukvaldy. Des del 2018, forma part del Festival Internacional de Música Leoš Janáček a Ostrava. És un dels festivals de música clàssica més importants de la República Txeca.

## El castell

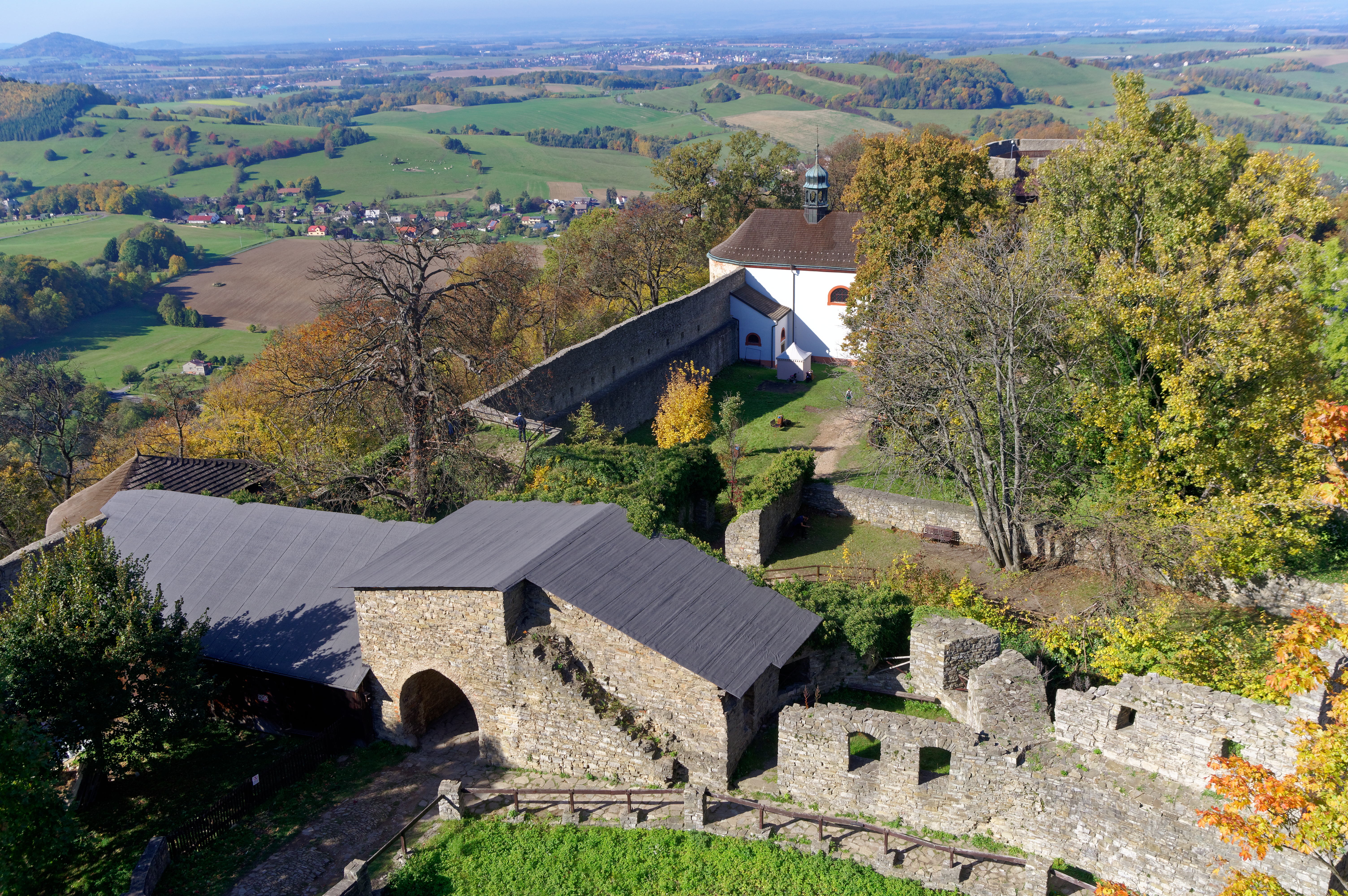
Castell de Hukvaldy

El castell de Hukvaldy és el tercer castell més gran del país. A poc a poc s'està reconstruint. Hi ha una exposició sobre la història i l'evolució arquitectònica del castell. També són accessibles les sales de guàrdia ben conservades, o la capella barroca de Sant Andreu utilitzada per als concerts. Part del palau es va convertir en una torre de guaita.
El castell està envoltat per un parc de jocs, fundat al segle XVI. És la llar de daines, muflons i senglars. Al parc de jocs hi ha un amfiteatre i el Monument de Bystrouška de l'òpera de Janáček The Cunning Little Vixen (La guineu astuta).

## Persones notables
- Jan Čapek de Sány (c. 1390 – c. 1452), noble i oficial militar; era propietari del castell i probablement va morir aquí
- Friedrich Egon von Fürstenberg (1813–1892), arquebisbe d'Olomouc; mort aquí
- Leoš Janáček (1854–1928), compositor fill del poble.